# Temptress
Temptress (Placerville, California; 18 de abril de 1977) es una actriz pornográfica estadounidense retirada.

## Biografía
Temptress, nombre artístico de Nita S. Harbaugh, nació en abril de 1977 en la ciudad de Placerville, en el Condado de El Dorado de California. En su juventud se trasladó hasta Arizona, donde empezó a trabajar en un local de estriptis. Tras su regreso a California, se asentó en Los Ángeles y empezó a trabajar en la empresa de cosmética Body Shop.
Entró en la industria pornográfica en 1997, a los 20 años de edad. Tras grabar su primera escena, llamó la atención de Steve Orenstein, presidente y propietario de Wicked Pictures, quien le dio su primer contrato en exclusividad.
Entre 1998 y 2004, apareció en 24 títulos de la compañía de Orenstein, destacando Eros, Wicked Temptress, Spellbound, Working Girl o It Had To Be You entre otras.
Recibió diversas nominaciones en los Premios AVN, destacando las tres primeras que recibió en 1999 a Mejor actriz revelación, Mejor escena de sexo en grupo por Whack Attack 2 y Mejor escena de sexo lésbico en grupo por Welcome to the Cathouse.
En el año 2001 decidió apartar momentáneamente su carrera como actriz para dedicarse a los ordenadores. Entre 2001 y 2002, estuvo centrada en diversos cursos de la Universidad para obtener la licenciatura en Informática.
Tras este parón regresó a la industria pornográfica, retirándose definitivamente en 2004 con más de 280 películas grabadas.

## Premios y nominaciones
| Año  | Ceremonia   | Resultado | Premio                                | Trabajo                 |
| ---- | ----------- | --------- | ------------------------------------- | ----------------------- |
| 1999 | Premios AVN | Nominada  | Mejor actriz revelación               | —                       |
| 1999 | Premios AVN | Nominada  | Mejor escena de sexo en grupo         | Whack Attack 2          |
| 1999 | Premios AVN | Nominada  | Mejor escena de sexo lésbico en grupo | Welcome to the Cathouse |
| 1999 | Premios AVN | Nominada  | Mejor Tease Performance               | Wet Cotton Panties 5    |
| 2000 | Premios AVN | Nominada  | Mejor escena de sexo en grupo         | Trial by Copulation     |
| 2000 | Hot d'or    | Nominada  | Mejor nueva estrella estadounidense   | —                       |
| 2001 | Premios AVN | Nominada  | Mejor escena de sexo chico/chica      | Spellbound              |
| 2001 | Premios AVN | Nominada  | Mejor escena de sexo lésbico en grupo | Car Wash Angels 2       |
| 2001 | Hot d'or    | Nominada  | Mejor actriz estadounidense           | Trial By Copulation     |